# Зузана Тополинска
Зуза̀на Тополѝнска (на полски: Zuzanna Topolińska) е полска езиковедка славистка със заслуги за развитието на македонистиката, професор в Скопския университет, научен работник в Института за полски език при Полската академия на науките, член на Полската академия на знанията, Македонската академия на науките и изкуствата и Варшавското научно дружество. 

## Трудове
- Z historii akcentu polskiego od wieku XVI do dziś (1961)
- Stosunki iloczasowe polsko-pomorskie (1964)
- Студии от македонско-бугарската jazična конфронтация (1966)
- A historical phonology of the Kashubian dialects of Polish (1974)
- Граматика на именската фраза во македонскиот литературен јазик: род, број, посоченост (1974)
- Opisy fonologiczne polskich punktów „Ogólnosłowiańskiego atlasu językowego“ (1982)
- Remarks on the Slavic NounPhrase (1984)
- Język, człowiek, przestrzeń (1999)
- Słownik polsko-macedoński i macedońsko-polski – в съавторство с Божидар Видоески и Влоджимеж Пянка
- Македонските дијалекти во Егејска Македонија (1995)
- The Sociolinguistic situation of the Macedonian language (1998) – в съавторство с Джошуа Фишман
- Polski-macedoński, gramatyka konfrontatywna: zarys problematyki (2003)